# Claudia Jolles
Claudia Jolles (* 1958 in Wien) ist eine Schweizer Kunsthistorikerin.

## Leben und Wirken
Von 1979 bis 1984 studierte Jolles Kunstgeschichte, Archäologie und Deutsche Literatur in Bern, Genf und Zürich, und schloss mit einem lic. phil. I ab. 1985 arbeitete sie bei Ilja Kabakows Ausstellung On the Margin der Kunsthalle Bern mit. Ab 1989 arbeitete sie als freischaffende Kuratorin und Kunstkritikerin. 1996 wurde sie Chefredakteurin des Kunstbulletin.

## Publikationen (Auswahl)
- Mit Ilja Kabakow und Jean-Hubert Martin: Okno = Das Fenster : der aus dem Fenster schauende Archipow = The window : Arkhipov looking through the window. Bern: Benteli, 1985. ISBN 978-3-7165-0519-9
- Erik Bulatov, Moskau. Katalog. Zürich: Parkett, 1988. ISBN 978-3-907509-02-9

Erik Bulatov, Moscow. Katalog. London: Parkett Publishers, 1989. ISBN 978-0-905263-42-7
- Mit Amnon Barzel:

Artisti russi contemporanei. Katalog. Prato: Museo d’arte contemporanea, 1990. ISBN 978-88-85191-01-3
Artistas rusos contemporáneos. Las Palmas: Centro Atlántico de Arte Moderno, 1990. ISBN 978-84-7506-317-1
- Die Kunstsammlung Nestlé. Vevey: Nestlé AG, 1993. OCLC 600428610
- Christine Streuli bumblebeee. Nürnberg: Verlag für moderne Kunst, 2006. ISBN 978-3-938821-66-4
- Mit Kurt Wyss: Hans Furer: Werkverzeichnis Gemälde = Catalogue raisonné paintings : 1971–2013. Düsseldorf: Richter Verlag GmbH, 2014. ISBN 978-3-941263-66-6